# Vunicothoe cladocera
Vunicothoe cladocera is een eenoogkreeftjessoort uit de familie van de Nicothoidae. De wetenschappelijke naam van de soort is voor het eerst geldig gepubliceerd in 1970 door Carton.